# Мингаш, Руй
Руй Алберто Виейра Диас Родригес Мингаш (англ. Ruy Alberto Vieira Dias Rodrigues Mingas, 12 мая 1939 года, Луанда — 4 января 2024 года, Лиссабон, Португалия) — ангольский певец, автор песен, дипломат, бизнесмен и политик. Он был депутатом Национальной ассамблеи, секретарем со статусом министра спорта и послом Анголы в Португалии. Автор музыки национального гимна Анголы «Angola Avante».
Из его музыкальных произведений наиболее известны песни «Poema da farra», «Makesu», «Muadiakimi», «Birin Birin», «Monagambé», «Adeus À Hora da Partida» и «Meninos из Уамбо».

## Биография
Руй Мингаш родился в районе Ингомбота в Луанде, в семье Андре Родригеса Мингаша-младшего и Антонии Динис де Анисето Виейра Диас. Некоторые из братьев и сестер Руя Мингаша также были заметными фигурами в истории Анголы, а именно певец и композитор Андре Родригеш Мингаш Жуниор, лингвист и исследователь Амелия Мингаш, спортсменка и администратор Жулия Родригеш Мингаш, полицейский Жозе «Зе» Родригеш Мингаш и экономист, писатель и политик Саид Мингаш.
Семья Мингаш имела большое влияние среди ангольских музыкантов. От своего дяди Лисеу Виейры Диаша Руй перенял ритм и новый способ интерпретации ангольской музыки. Он развивал свои музыкальные способности, обучаясь у Нголы Ритмоса, который просил его «развивать [свой] музыкальный слух», чем он отчасти оказал влияние на другого ангольского музыканта, своего брата Андре Мингаша.
1950-е и 1960-е годы Мингаш посвятил спортивной карьере, он участвовал в соревнованиях по прыжкам в высоту и бегу на 110 м с барьерами, выступая за спортклуб «Бенфика» (Лиссабон) и прыгнув 19 июня 1960 года на 1,90 метра.
Мингаш участвовал в ряде эпизодов Zip-Zip (португальский независимый лейбл) в 1969 году и был одним из артистов, включённых в первый альбом программы с песней «Ixi Ami». Позже он записывался на лейбле Zip-Zip, который стал суб-издателем лейбла Companhia de Discos de Angola (CDA). В 1970 году он выпустил свой первый альбом под названием Angola, широко известный и перезаписанный в Испании, Франции (под названием Africa Negra) и Италии. Песня «Makesu» с Zip-Zip вошла в его второй альбом под названием Temas Angolanos, выпущенный в 1974 году. В него вошли тексты стихотворений Вириату да Круза и Агостиньо Нето, в нём участвовали его брат Андре Мингаш, французский перкуссионист Даниэль Луи и бразильский пианист Маркос Резенде, продюсер Тило Красманн.
Несмотря на то, что музыкальная карьера Мингаша успешно развивалась, в 1970-х годах он работал учителем физкультуры в подготовительной школе Д. Антониу да Кошта в Алмаде, Португалия. Во время пребывания в Лиссабоне и Алмаде он также обучался на факультете кинетикт человека Лиссабонского университета. Во время Революции гвоздик он был главным публичным представителем дипломатического корпуса Народного движения за освобождение Анголы (MPLA) в Португалии, будучи ответственным за начало переговоров о независимости Анголы с португальскими военными во время революционных событий в Португалии в 1975 году. Мингаш вернулся в Анголу, чтобы принять участие в последних боях за независимость.
Мингаш был одним из авторов нашумевшей песни «Meninos do Huambo», записанной в 1976 году и ставшей знаменитой в Португалии благодаря Паулу ди Карвалью. Особенно известен Мингаш как композитор песни «Angola Avante», национального гимна Анголы, на слова Мануэла Руя.
Когда 4 июля 1979 года был создан Государственный секретариат по физическому воспитанию и спорту (SEEFD), впервые ставший департаментом со статусом автономного министерства спорта, Мингаш взял на себя руководство им и был министром в течение 10 лет, ставших периодом бурного развития спорта в Анголе. Он организовал весь процесс вступления Анголы в Международный олимпийский комитет и последующее участие, впервые для Анголы, в Олимпийских играх (летние Олимпийские игры 1980 года). Другим выдающимся достижением его работы в качестве секретаря-министра (также он занимал пост президента Зоны 4 Африканского спортивного совета) стало проведение II Центральноафриканских игр в Анголе, открытие которых состоялось 20 августа 1981 года на стадионе Estádio da Cidadela и в которых приняли участие более 1500 человек, включая спортсменов и судей из 12 стран. Соревнования в городах Луанда, Уамбо и Лубанго прошли по футболу, гандболу, баскетболу, легкой атлетике, боксу, велоспорту, волейболу и дзюдо. Мингаш в значительной степени отвечал за разработку и планирование спортивной политики в Анголе.
Покинув министерский пост, Мингаш стал послом Анголы в Португалии, где проработал с 1989 по 1995 год, сыграв очень важную роль в качестве главного ангольского дипломата при принятии Бисесских соглашений.
В 2002 году Мингаш сформировал бизнес-ассоциацию с Пауло Муриасом и «Fundação Minerva — Cultura, Ensino e Investigação Científica», чтобы основать франчайзинговый филиал Universidade Lusíada в Анголе. С тех пор он был основным акционером кампуса вышеупомянутого университета в Кабинде. Он стал преподавателем университета со степенью бакалавра спорта и ректором Университета Лусиада. В этот период он также основал компанию Sabre Angola и музыкальный лейбл Xi Amyé Mingas в партнёрстве со звукозаписывающей компанией GMPAO.
В 2010-х годах правительство Анголы назначило Мингаша председателем Комиссии по возрождению школьного спорта. В 2015 году сообщалось, что он принадлежал к масонству, являясь членом ложи Cónego Manuel das Neves, лидером которой он был и которая входит в Великую законную ложу Португалии.
Он был избран депутатом Национальной ассамблеи по списку МПЛА на всеобщих выборах в Анголе 2017 года, оставаясь на своем посту до 2021 года, когда попросил об отставке в связи с состоянием здоровья.
Мингаш был женат на Хульете Кристине да Силва Бранку Лима, и у них было шестеро детей: Катила Мингаш, певица; Анхела Кристина Бранко Лима Родригес Мингаш, архитектор; Найма Мингаш, модель; Карлос Филипе Бранко Лима Родригес Мингаш, продюсер; пара близнецов.

## Награды
- 1995 Орден Инфанта дона Энрике (Португалия)[27]
- 2014 Международная авторская премия SPA[28]